# Essex Senior Football League 2010–11
2010–11 Essex Senior Football League season là mùa giải thứ 40 trong lịch sử Essex Senior Football League, một giải đấu bóng đá ở Anh. Enfield 1893 giành chức vô địch, nhưng không được lên hạng vì không đáp ứng yêu cầu sân bãi. League Cup được trao cho Stansted, và Burnham Ramblers vô địch Gordon Brasted Memorial Trophy.

## Premier Division
Premier Division mùa giải này ít hơn một đội so với mùa trước:
- Tiptree United, hợp nhất với Maldon Town để tạo thành Maldon & Tiptree ở Isthmian League Division One North.

### Bảng xếp hạng
| XH | Đội                  | Tr | T  | H  | T  | BT | BB | HS  | Đ    | Lên hay xuống hạng |
| -- | -------------------- | -- | -- | -- | -- | -- | -- | --- | ---- | ------------------ |
| 1  | Enfield 1893 (C)     | 32 | 23 | 4  | 5  | 83 | 27 | +56 | 73   |                    |
| 2  | Stansted             | 32 | 22 | 9  | 1  | 81 | 25 | +56 | 072* |                    |
| 3  | Witham Town          | 32 | 20 | 8  | 4  | 82 | 40 | +42 | 067# |                    |
| 4  | Bethnal Green United | 32 | 17 | 6  | 9  | 59 | 35 | +24 | 57   |                    |
| 5  | Southend Manor       | 32 | 16 | 5  | 11 | 58 | 47 | +11 | 53   |                    |
| 6  | Barking              | 32 | 15 | 4  | 13 | 52 | 44 | +8  | 49   |                    |
| 7  | Burnham Ramblers     | 32 | 14 | 6  | 12 | 67 | 50 | +17 | 48   |                    |
| 8  | Eton Manor           | 32 | 11 | 10 | 11 | 59 | 56 | +3  | 43   |                    |
| 9  | Hullbridge Sports    | 32 | 10 | 10 | 12 | 48 | 53 | −5  | 40   |                    |
| 10 | London APSA          | 32 | 12 | 4  | 16 | 27 | 42 | −15 | 40   |                    |
| 11 | Mauritius Sports     | 32 | 11 | 5  | 16 | 53 | 62 | −9  | 38   |                    |
| 12 | Basildon United      | 32 | 10 | 4  | 18 | 45 | 66 | −21 | 34   |                    |
| 13 | Takeley              | 32 | 9  | 7  | 16 | 48 | 73 | −25 | 34   |                    |
| 14 | Bowers & Pitsea      | 32 | 8  | 8  | 16 | 41 | 72 | −31 | 32   |                    |
| 15 | Barkingside          | 32 | 9  | 4  | 19 | 51 | 78 | −27 | 31   |                    |
| 16 | Sawbridgeworth Town  | 32 | 10 | 1  | 21 | 38 | 75 | −37 | 31   |                    |
| 17 | Clapton              | 32 | 3  | 9  | 20 | 37 | 84 | −47 | 18   |                    |

Nguồn: Football.mitoo
Quy tắc xếp hạng: 1. Điểm; 2. Hiệu số bàn thắng; 3. Số bàn thắng.
(VĐ) = Vô địch; (XH) = Xuống hạng; (LH) = Lên hạng; (O) = Thắng trận Play-off; (A) = Lọt vào vòng sau. 
Chỉ được áp dụng khi mùa giải chưa kết thúc: 
(Q) = Lọt vào vòng đấu cụ thể của giải đấu đã nêu; (TQ) = Giành vé dự giải đấu, nhưng chưa tới vòng đấu đã nêu.

## Gordon Brasted Memorial Trophy

### Vòng 1
Bowers & Pitsea v Sawbridgeworth Town (Chiến thắng cho đội khách)

### Vòng 2
Basildon United 0-4 Eton Manor

Bethnal Green United 4-0 Sawbridgeworth Town

Burnham Ramblers 2-1 Enfield 1893

Hullbridge Sports 3-2 Stansted

Mauritius Sports 1-3 Barkingside

Southend Manor v London APSA (Chiến thắng cho đội khách)

Takeley 0-3 Clapton

Witham Town 3-2 Barking

### Tứ kết
Barkingside 2-1 Bethnal Green United

Burnham Ramblers 6-1 Clapton

Eton Manor 2-1 London APSA

Witham Town 3-1 Hullbridge Sports

### Bán kết
Eton Manor 2-1 Witham Town

Burnham Ramblers 4-2 Barkingside

### Chung kết
Burnham Ramblers 4-2 Eton Manor
Bản mẫu:Bóng đá Anh 2010–11